# کویو چینبوتای
کویوچینبوتای (به ژاپنی: 甲陽鎮撫隊) نام جدید ارتش شوگونی یا شینسنگومی است که در سال ۱۸۶۸ در ولایت کای ایجاد شد. در اسناد رسمی نامی از کویوچینبوتای برده نشده‌است اما در اسناد خانوادگی نام آن دیده می‌شود. کان شیموزاوا رمان‌نویس ژاپنی در کتاب آغاز و پایان شینسنگومی از کویوچینبوتای نام برده‌است.